# Louis Watunda
Louis Watunda Iyolo est un ancien footballeur congolais reconverti entraîneur né à Mbandaka le 21 janvier 1947 et mort à Libreville (Gabon) le 11 mars 2007.

## Carrière

### Joueur
Il n'a jamais connu le haut niveau dans sa carrière de joueur et l'abandonne assez vite pour prendre place sur le banc.

### Entraîneur

#### Les débuts
N'ayant pas connu le haut niveau en tant que joueur, il se tourne rapidement (en 1968) vers le métier d'entraîneur dans certains clubs de divisions inférieures de Kinshasa avant de rallier le FC Dragons en 1973. Il commence alors un vrai tour du Zaïre qui va le conduire au Bas-Congo (Finaliste de la Coupe du Zaïre 1977 avec le FC Inga), au Kasaï Oriental (même résultat avec Sa Majesté Sanga Balende en 1979), au Kivu, encore au Bas-Zaïre où il champion régional avec respectivement l'OC Muugano de Bukavu et l'AS Sucrière de Kwilu Ngongo et on note aussi un passage dans le Haut-Zaïre au Tout Solide Malekesa.

#### La confirmation
S'étant perfectionné dans son métier d'entraîneur avec un nouveau diplôme en 1984, il revient à Kinshasa au FC Kalamu (rétrogradé dans les divisions inférieures aujourd'hui) qu'il mène en quart de finale de la Coupe d'Afrique des vainqueurs de coupes en 1986 ; mais surtout quatre fois d'affilée vainqueur de la Coupe du Zaïre (Challenge Papa Kalala) de 1986 à 1989 à la grande époque de ce club avec Hugo Tanzambi comme capitaine et Thimotée Moleka Nzulama comme président.
Il traverse ensuite le pays en direction du Shaba où il prend les rênes du FC Saint Éloi Lupopo de Lubumbashi avec lequel il gagne le premier titre de la « Linafoot » (modification du Championnat du Zaïre) organisée en 1990 ; c'est le premier titre de Champion National.

#### La consécration
Au Burkina Faso en 1998, c'est lui qui dirige la nouvelle équipe de la RD Congo à la XXIe Coupe d'Afrique des Nations et qui mènera son équipe à la troisième marche du podium en évinçant lors de la petite finale le pays hôte aux tirs au but après avoir égalisé à 4 buts partout alors que son équipe était menée 3-1 à la 85e minute ! Remportant ainsi la médaille de bronze de cette édition.

#### Après 1998
On le retrouve au Mali en 2002 à la tête de la sélection congolaise lors de la XXIIIe Coupe d'Afrique des Nations qu'il mène aux quarts de finale.
En 2003, il signe à L'Étoile Filante Ouagadougou.
De retour à Kinshasa il dirige les équipes de l'AS Vita Club et du DC Motema Pembe. C'est avec cette dernière qu'il ajoute deux nouveaux titre de Champion de la R.D. Congo en 2004 et 2005.
En même temps, il devient le sélectionneur de l'équipe de la R.D. Congo Espoirs.
En décembre 2006, il signe au FC Franceville au Gabon.

## Palmarès
- Champion de la RD Congo : 1990 (FC Saint Éloi Lupopo) ; 2004, 2005 (DC Motema Pembe)
- Vainqueur de la Coupe du Zaïre : 1986, 1987, 1998, 1989 (AS Kalamu)
- Finaliste de la Coupe du Zaïre : 1977 (FC Inga) ; 1979 (SM Sanga Balende)
- 3e à la Coupe d'Afrique des Nations 1998 avec la R.D. Congo